# Chris Duarte (guitariste)
Pour les articles homonymes, voir Chris Duarte.
Chris Duarte (né le 16 février 1963 à San Antonio) est un guitariste, chanteur et auteur-compositeur américain de style « Texas blues rock » qui inclut des éléments de jazz, blues et rock 'n' roll.

## Biographie
Duarte est né à San Antonio et il reçoit sa première influence musicale à l'âge de huit ans en regardant Fiddler On The Roof (en) à la télévision. Il commence à jouer sur la guitare de son frère et obtient sa première guitare à l'âge de quatorze ans. En 1979, Duarte déménage à Austin, achète une Fender Stratocaster 1963 pour cinq cents dollars américains et commence à jouer différents genres de musique, notamment le jazz de John Coltrane et Miles Davis.
Chris Duarte signe un contrat avec le label Silvertone Records (en) et sort Texas Sugar/Strat Magik en 1994. Il est nommé en 1995 « Best New Talent » dans un sondage des lecteurs du magazine Guitar Player (en)[réf. nécessaire]. Il est également classé 4e dans la catégorie « Best Blues Guitarist » du magazine, derrière Eric Clapton, Buddy Guy et B.B. King.
Bien qu'il ait joué un certain nombre de concerts aux États-Unis avec le groupe japonais Bluestone Company, il joue principalement avec le power trio appelé Chris Duarte Group. D'abord formé de John Jordan à la basse et de Jeff Hodges à la batterie, la formation actuelle du groupe est formée de Dustin Sargent à la basse et de John McKnight à la batterie.

## Discographie
- 1987: Chris Duarte & The Bad Boys (SRS)
- 1994: Texas Sugar/Strat Magik (Silvertone)
- 1997: Tailspin Headwhack (Silvertone)
- 2000: Love Is Greater Than Me (Zoë/Rounder)
- 2003: Romp (Zoë/Rounder)
- 2007: Blue Velocity (Blues Bureau International)
- 2008: Vantage Point (Blues Bureau International)
- 2009: Chris Duarte & Bluestone Co. (Blues Bureau International)
- 2009: Something Old, Something New, Something Borrowed, All Things Blue (Blues Bureau International)
- 2010: Infinite Energy (Janblues)
- 2011: Blues In The Afterburner (Shrapnel)
- 2013: My Soul Alone (Shrapnel)
- 2013: Live (Blues Bureau International)
- 2014: Lucky 13

## DVD pédagogique
- The Total Guitar CD Volume 6, mai 1995, Total Guitar TOTGUIVOL6
- Axplorations, juin 2006, Hal Leonard Corporation